# 三ヶ月
三ヶ月（みこぜ）は、千葉県松戸市にある地名。郵便番号は270-0026。

## 地理
松戸市の北部、JR常磐線の東側に位置する。南は馬橋、他三方は二ツ木に囲まれるように隣接する。

## 世帯数と人口
2023年（令和5年）4月30日現在の世帯数と人口は以下の通りである。
| 大字   | 世帯数    | 人口    |
| ------ | --------- | ------- |
| 三ヶ月 | 1,409世帯 | 3,042人 |

## 小・中学校の学区
市立小・中学校に通う場合、学区は以下の通りとなる。
| 大字   | 番地 | 小学校             | 中学校               |
| ------ | ---- | ------------------ | -------------------- |
| 三ヶ月 | 全域 | 松戸市立幸谷小学校 | 松戸市立小金南中学校 |

## 交通

### 鉄道
鉄道駅は存在しない。最寄り駅はJR常磐緩行線、武蔵野線の新松戸駅
またはJR常磐緩行線、流鉄流山線の馬橋駅。

## 施設等

### 教育・保育
- 馬橋保育園

### 医療
医療法人社団東雲会 児玉医院

### 商業施設
- コモディイイダ馬橋店

### コンビニ
- セブンイレブン松戸三ヶ月店

### 公園
- 二三ヶ丘公園
- 島谷台公園

### 寺社仏閣
- 三日月神社

地名の読みは「みこぜ」だが、こちらは「みかづき」である。